# 蘇合香 (雅楽)
蘇合香（そこうこう、通常は蘇合（そこう）と呼ぶ）は、雅楽の唐楽の曲名の一つ。
盤渉調。四箇之大曲（しかのたいきょく）の一つである。由来としては、天竺の阿育王(アショーカ王)が病気になったとき蘇合草によって治癒したので、その回復を祝い楽を作り、育偈という人が蘇合草を冠として舞を舞ったと伝えられている。日本には、桓武天皇の時代に遣唐使の和邇部嶋継（わにべのしまつぐ）によって伝えられたと言われている。
舞楽の構成としては次の通りであり、序破急を完備する数少ない曲の一つでもある。
- 盤渉調調子、道行、序一帖、（序二帖）、序三帖、序四帖、序五帖、破、（颯踏）、急、重吹

このうち序三帖、破、急の楽章は管絃としても演奏され、急には黄鐘調の渡物もある。またカッコを付けたものは廃絶して現存しない。舞人は6人か4人、襲装束に諸肩袒、別甲を着ける。
雅楽の現行曲とされているものの中では演奏時間が最も長く、現存する全楽章を通し（一具）で演奏すると約3時間かかる。近年の全曲一具の演奏例としては、国立劇場において2011年（平成23年）2月26日に前篇（序五帖まで）、2012年（平成24年）2月25日に後篇（破以降）と足かけ2年で演奏された例があり、この時まで明治以降、過去150年近くは全曲一具が演奏された例はなかった。なお、廃絶曲の復曲も含めれば、盤渉参軍が全曲5時間近くかかるという例がある。